# Gijón
Gijón o Xixón (en asturià, Xixón; en castellà, Gijón; oficialment, Gijón/Xixón) és una ciutat i conceyu de la costa cantàbrica al Principat d'Astúries (Espanya). El seu terme municipal té una superfície de 181,6 km² i una població de 274.037 habitants.

## Història
Els primers testimoniatges de presència de l'home en el que avui dia coneixem com a municipi — consell a Astúries — de Gijón se situen al Mont Deva, on hi ha una sèrie de túmuls (primitius soterraments) i al Mont Areo, on hi ha un conjunt dolmènic neolític considerat el més important del nord d'Espanya.
L'any 1990 unes prospeccions arqueològiques van permetre descobrir 30 dòlmens, repartits entre dos sectors diferents: Los Llanos i Les Huelgues de San Pablo, que segons l'investigador M.A. De Blas estan agrupats seguint un "cert ordre monumental".
Successives campanyes arqueològiques han permès l'estudi d'un túmul a l'àrea de San Pablo i dos més a la zona del Llano. De tipologia diferenciada, dos d'ells presenten càmeres de planta rectangular i l'altre presenta planta trapezoïdal amb un petit corredor precedint-lo. Aquest últim és un cas interessant, ja que no és freqüent trobar dòlmens de corredor a l'àrea del Cantàbric. Aquest conjunt dolmènic data de l'any 5000 aC.
Va ser un primitiu poblat astur, de la gent dels cilúrnics, situat a la Campa Torres des del segle vi aC. Posteriorment els seus habitants es van traslladar, ja sota dominació romana, a la península de Cimadevilla (segle i aC). La dominació romana comença amb la conquesta de la ciutat per part de Sext Appuleu, sent lliurats honors pel senat de Roma a Sext Appuleu, i aquest en agraïment va erigir un monument (prop de l'ancoratge de Torres) que celebrava la seva victòria i dedicat a Júpiter i a August. A partir de llavors la ciutat va ser coneguda com a Gigia.

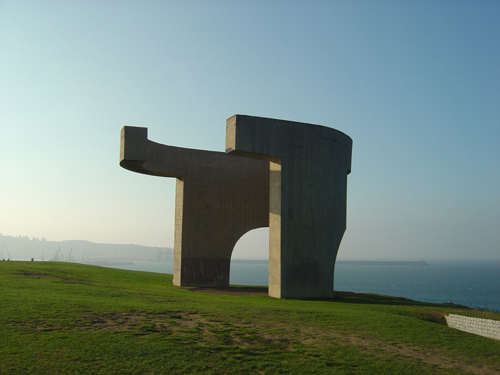
Elogi de l'Horitzó d'Eduardo Chillida

Sota domini romà la ciutat va seguir creixent, i de la mateixa manera que havia atret els comerciants cartaginesos, va atreure també els romans per la riquesa dels seus minerals, la fusta, la qualitat de les seves pedreres i fins i tot per la manufactura d'una de les begudes més populars de l'Imperi (una barreja de vi, peix i sal). En aquella època, la ciutat fins i tot va tenir termes.
Va ser capital dels dominis musulmans transcantàbrics sota comandament de Muza ibn Nusayr, amb un destacament de tropes a Gijón i en algun punt clau (a causa del baix nombre de tropes que havien creuat l'estret) i amb més autonomia a la resta del territori. La dominació va durar des de 713 (aprox.) fins a 718-722 (inici de la revolta, fins a la victòria de Covadonga) amb la guerra d'expulsió dels musulmans i de Mussa pel rei Pelai.
Fou assetjada el 1352 per Pere I el cruel i el 1395 es produí la destrucció de la ciutat per Enric III de Castella, que acabà amb la revolta d'Alfonso Enríquez. Va ser un port comercial des de principis del segle xvi. El 1782 van començar les obres de construcció de la carretera a Castella, que trigaria 50 anys a completar-se. Des de la Primera Guerra Carlina s'exportava des del seu port el carbó de l'interior d'Astúries. L'arribada del ferrocarril va afavorir l'establiment d'una sèrie d'indústries alimentàries (mantega, xocolata, cervesa, sidra, etc.), fàbriques de terrissa, tabacs, siderometal·lúrgiques, etc. La definitiva industrialització de la vila va arribar després de l'impuls inversor del 1898. Poc després el port comercial es va traslladar a El Musel, perquè les successives ampliacions del vell port van resultar insuficients, i es van crear les drassanes, que s'estan reestructurant a poc a poc.

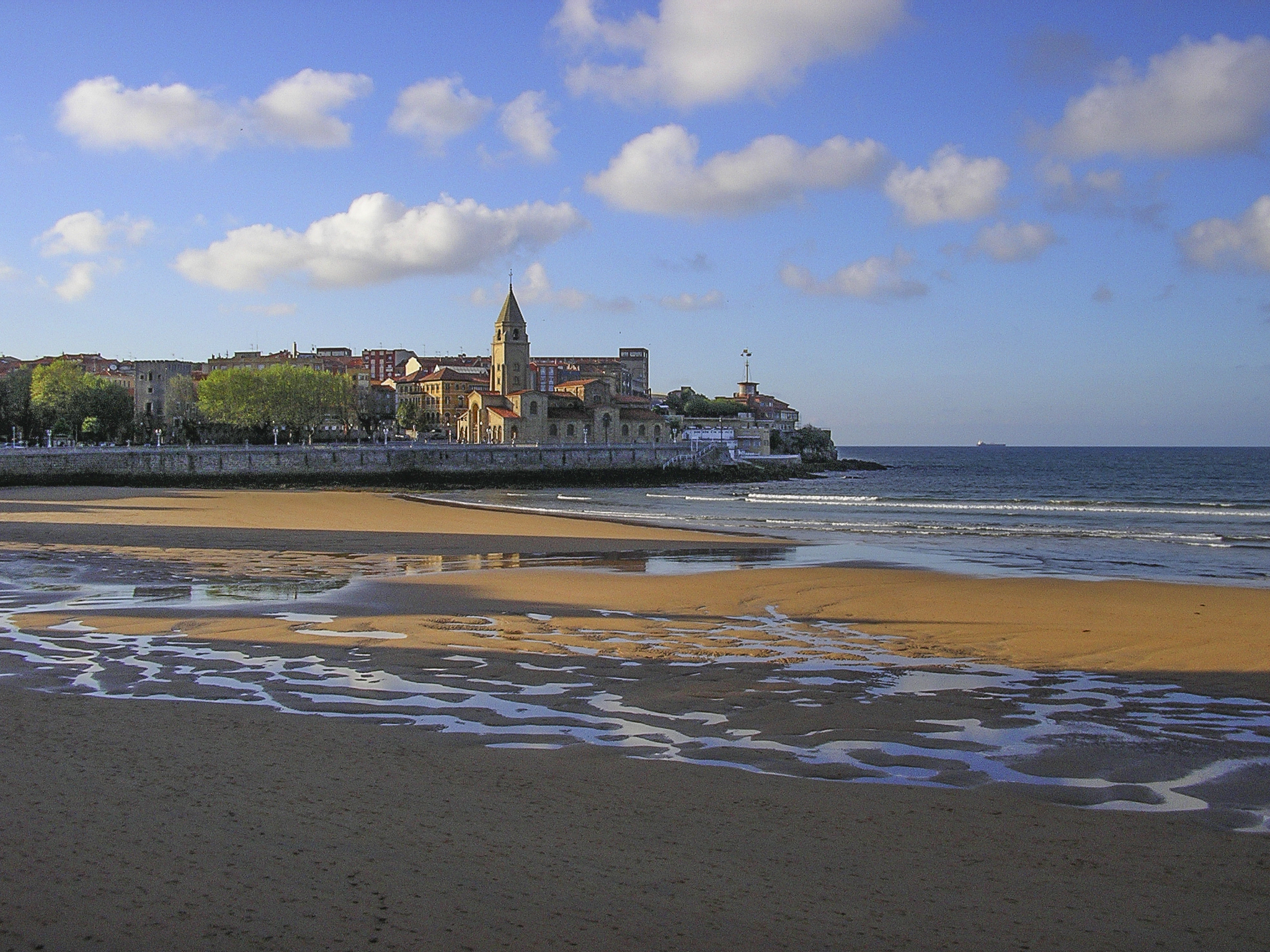
Platja de San Lorenzo i Cimadevilla

També fou un important centre anarcosindicalista i socialista, bressol de destacats militants de la CNT com Avelino González Mallada, Eleuterio Quintanilla i Segundo Blanco. Es va aixecar en armes de forma revolucionària contra el govern legítim de la República, amb els radicals i la CEDA l'octubre del 1934. Amb l'esclat de la Guerra Civil, el 18 de juliol del 1936, la ciutat i els seus habitants es van mantenir fidels al govern legítim i es formà el Comitè de Guerra de Gijón amb majoria anarquista, mentre que l'exèrcit es va unir al cop d'estat. La rebel·lió no va poder ser dominada fins al mes d'agost. Posteriorment la vila va ser la capital del Consell Interprovincial d'Astúries i Lleó — que s'acabaria declarant sobirà i es convertiria en el Consell Sobirà d'Astúries i Lleó — fins a l'ocupació de la ciutat el 20 d'octubre del 1937 per les tropes rebels del general Franco.
La siderúrgia és la principal indústria des de finals del segle xix i sobretot amb la creació d'Uninsa el 1971 a partir de la fusió de les fàbriques de Moreda i Mieres i la seva posterior unió amb Ensidesa, convertida després juntament amb Alts Forns de Biscaia en Aceralia, per a integrar-se a la fi del segle xx en el grup europeu Arcelor al costat de la luxemburguesa Arbed i la francesa Usinor.

## Geografia

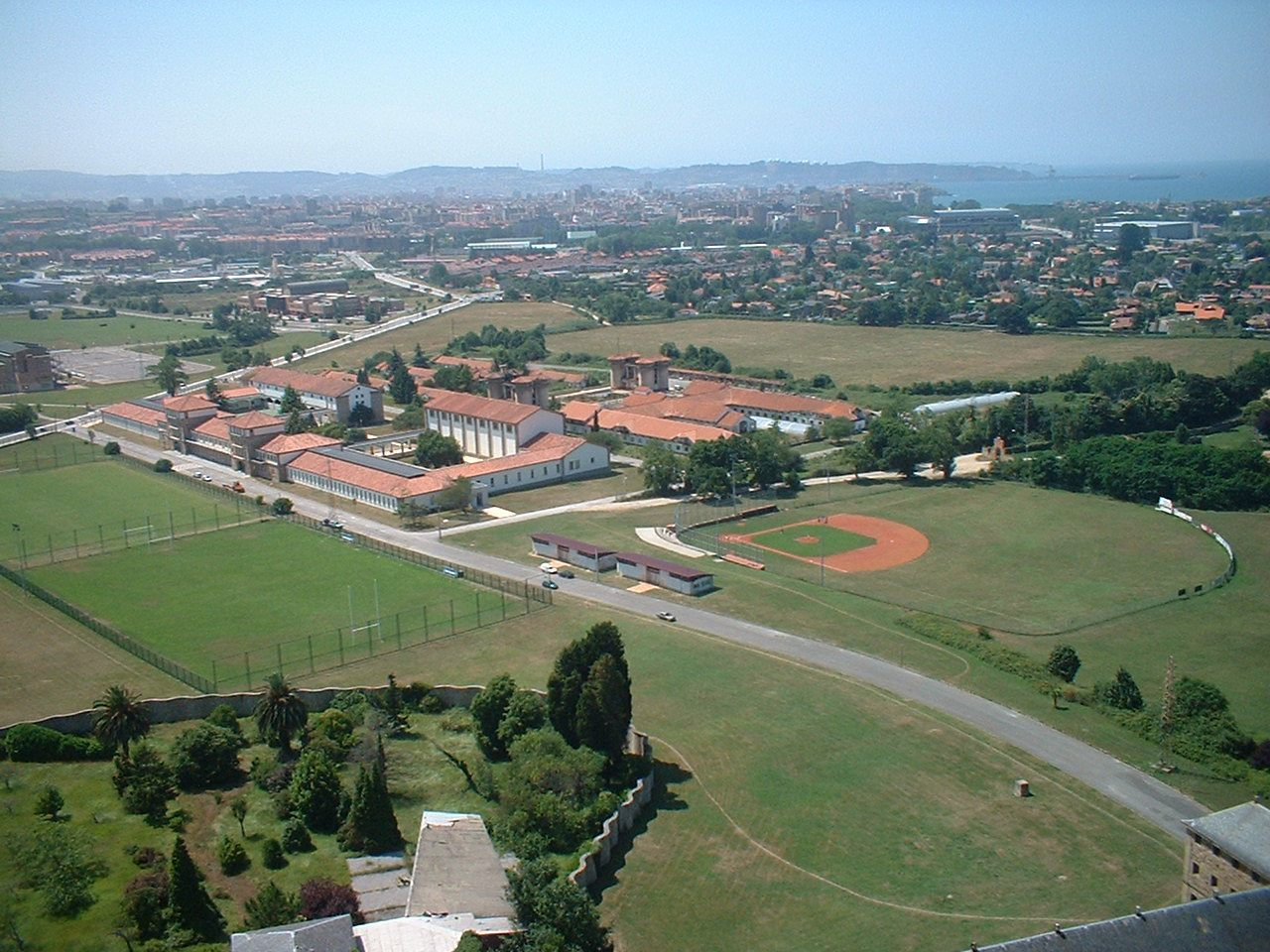
Vista de Gijón des de la torre de la Universitat Laboral

El consell està situat a la costa central asturiana, entre 0 i 672 metres sobre el nivell del mar (La Peña los Cuatro Xueces), i limita a l'oest amb Carreño, a l'est amb Villaviciosa i al sud amb Siero i Llanera. Està molt a prop de les altres dues principals ciutats asturianes, Oviedo/Uviéu i Avilés.
La ciutat està situada en el tram costaner central del concejo, en una badia dividida per la península de Cimadevilla (nucli antic), que separa la platja de San Lorenzo a l'est, del port esportiu, platges de Poniente i Arbeyal, drassanes i port d'El Musel, a l'oest.

### Vies d'accés
Les principals vies d'accés són les autopistes A-66 (Ruta de La Plata), A-8 (Autopista del Cantàbric) i AS-1 (Autovia Minera). Amb tren, Xixón té comunicacions diàries amb ciutats com Madrid, Alacant, el Ferrol i Barcelona. També arriben creuers al Port de Xixón, El Musel.

### Clima

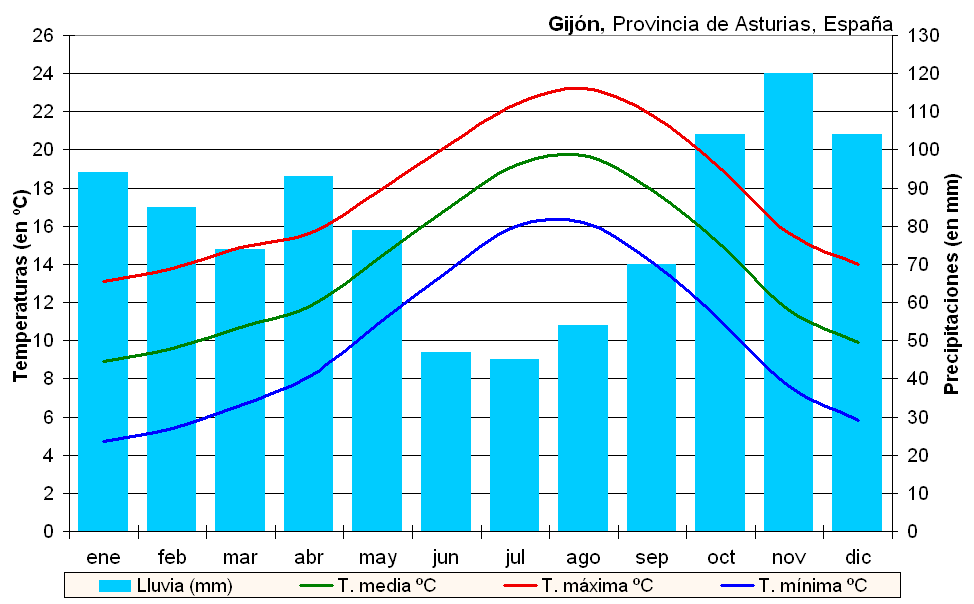
Climograma de Xixón

El clima és atlàntic. Els estius són càlids, amb una barreja de dies assolellats i ennuvolats. A l'hivern el clima és suau, bastant plujós i ventós, tot i que de vegades el clima fred del nord i d'Astúries es deixa notar al nivell del mar amb neu.

### Parròquies

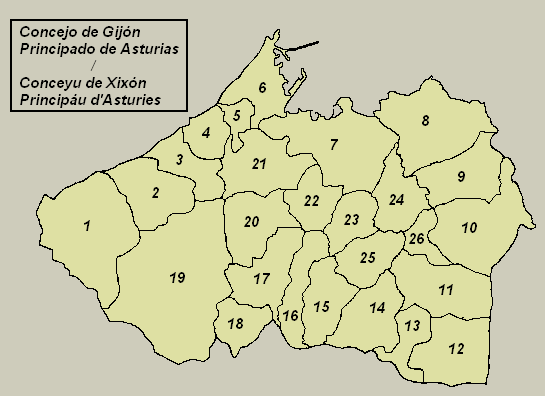
Mapa parroquial de Xixón

| 1 Serín 2 Tacones 3 Fresno 4 Puao 5 Veriña 6 Xove 7 Gijón/Xixón | 8 Somió 9 Cabueñes 10 Deva 11 Caldones 12 Baldornón 13 Fano 14 Llavandera | 15 Güerces 16 Llorio 17 La Pedrera 18 Ruedes 19 L'Abadía de Cenero 20 Porceyo 21 Tremañes | 22 Roces 23 Granda 24 Bernueces 25 Vega 26 Santurio |

## Demografia

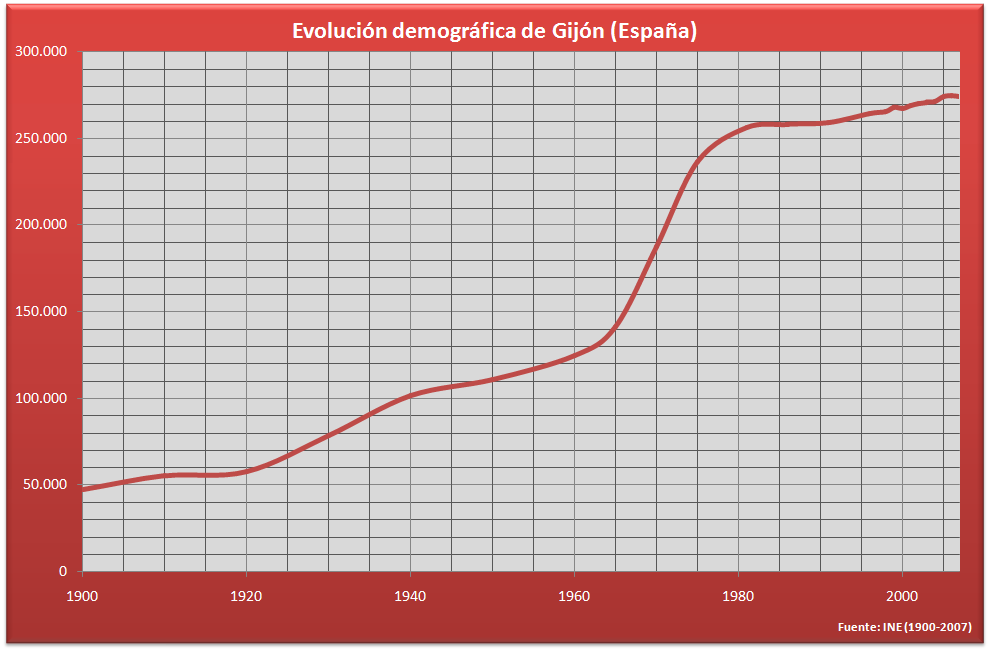
Evolució demogràfica de Gijón/Xixón (1900-2005)

La població és de 272.365 habitants (dades de 2017). A continuació es mostra una taula amb l'evolució demogràfica de la vila.
| Any  | Habitants al concejo | Habitants a la ciutat |
| ---- | -------------------- | --------------------- |
| 1900 | 47.000               | 27.000                |
| 1930 | 77.000               | 50.000                |
| 1960 | 125.000              | 90.000                |
| 1970 | 185.000              | 160.000               |
| 1981 | 256.000              | 233.000               |
| 1991 | 261.000              | 235.000               |

## Economia
És una ciutat tradicionalment industrial, tot i que la seva economia ha sofert grans canvis a partir de les dures reconversions del sector industrial des de la dècada del 1970. El desenvolupament econòmic de Gijón es va iniciar a la fi del segle xix, a causa de la confluència de diversos factors: 
- L'explotació del carbó de les conques hulleres de l'interior d'Astúries (principalment a Mieres i Llangréu). La construcció del Ferrocarril de Llangréu, tercer ferrocarril espanyol, l'any 1856, va fer de Xixón el port d'embarcament de la major part de la producció minera asturiana, cosa que va estimular el comerç i la indústria local.
- La repatriació de capitals antillans, a conseqüència de la independència de Cuba, que van propiciar la creació de noves indústries i inversions immobiliàries.

En el model industrial generat, típic de la primera Revolució Industrial, hi tenia un fort pes el sector secundari, amb una gran presència de la indústria metal·lúrgica, siderúrgica, ceràmica, vidre i tèxtil. El sector terciari, a més de l'activitat comercial generada per la ciutat, va incloure la incipient activitat turística del Xixón de l'època, que també va aspirar a convertir-se en una gran estació balneària. No obstant això, no va arribar a prosperar com s'esperava a causa del tardà enllaç ferroviari que va connectar Astúries amb la Meseta. La següent etapa de gran creixement econòmic de Xixón va arribar a la fi de la dècada del 1960, a causa de la construcció de la factoria d'Uninsa (Ensidesa) i de l'activitat del port i les drassanes.
Després d'una dura crisi i reconversió en els anys vuitanta, en l'actualitat el sector terciari és el més important de l'economia xixonesa, seguit del sector secundari (indústries siderúrgiques i metàl·liques). El pes del sector primari és pràcticament irrellevant.

## Govern i administració
El govern municipal està format pels següents elements:
- Alcalde
- Ple municipal
- Junta de Govern Local
- Tinents d'alcalde
- Portaveus
- Delegacions municipals
- Comissions del Ple

L'ajuntament té un butlletí informatiu anomenat Gazeta de Gijón.
| José Manuel Palacio                                   | 1979 | 1987       | FSA-PSOE |
| Vicente Álvarez Areces                                | 1987 | 1999       | FSA-PSOE |
| Paz Fernández Felgueroso                              | 1999 | 2011       | FSA-PSOE |
| Carmen Moriyón Entrialgo                              | 2011 | actualitat | FAC      |
| Llista completa d'alcaldes de Gijón/Xixón des de 1840 |      |            |          |

Des de la instauració de la democràcia a la Transició, la vila ha tingut quatre alcaldes, tres del PSOE i un de Foro de Ciudadanos (FAC), com es mostra a la taula. Per a una informació més completa vegeu la llista d'alcaldes de Xixón, que detalla tots els alcaldes des de 1840.

## Mitjans de comunicació
PeriòdicsEl Comercio, La Nueva España (edició local), La Voz de Asturias (edició local)
Emissores de ràdioCadena SER Gijón, Radio Gijón Cadena COPE, Onda Cero Gijón
Cadenes de televisióTelevisión Local Gijón (local) i Canal 10 TV (local)

## Heràldica i vexil·lologia
L'escut de Xixón és la imatge del Rei Pelai brandant la Creu de la Victòria sobre camp de plata. La bandera de Xixón és l'assignada a la Província Marítima de Gijón el 1845, amb l'escut de Xixón al centre.

## Xixonesos il·lustres
| - Gaspar Melchor de Jovellanos - Santiago Carrillo - Carmen Gómez Ojea |  | - Evaristo San Miguel y Valledor - Nicanor Piñole - Jordi Doce |  | - Evaristo Valle - Melquiades Álvarez - Francisco Ignacio Taibo |  | - Torcuato Fernández Miranda - José Gaos - Eleuterio Quintanilla |

## Cultura
L'activitat cultural és molt àmplia i fa especial èmfasi en la formació pública. Des de 1981 existeix una Universitat Popular amb tallers i cursos, així com una xarxa de centres socials i biblioteques a cada barri. Tenen especial importància l'Ateneu Obrer de Gijón, una entitat cultural amb més de cent anys de història, i l'Antic Institut Jovellanos.
Es realitzen activitats culturals tot l'any, que augmenten considerablement durant els mesos d'estiu, sobretot a l'agost per les festes de Begoña (15 d'agost), amb festes, música i teatre, que complementen la programació contínua del Teatre Municipal Jovellanos. Destaquen el Festival Internacional de Cinema de Gijón, la Setmana Negra, el Saló del Llibre Iberoamericà i els grans concerts. A la vila hi han actuat The Kinks, Paul McCartney, Rolling Stones, B.B. King, Bob Dylan, REM, Tina Turner, David Bowie, Prince, Bruce Springsteen, Elvis Costello, Stray Cats, Miles Davis, Sting, Dire Straits, Bon Jovi, Scorpions, Manowar, Oasis, Sepultura, Slipknot, Iron Maiden o Sonic Youth.
José Luis Garci hi va gravar a principis de la dècada de 1980 la major part de Volver a empezar, pel·lícula que posteriorment obtindria un Oscar de l'Acadèmia a la millor pel·lícula estrangera. A principis de la dècada del 1990 va haver-hi un auge de bandes de música indie, que es va conèixer com el Xixón Sound.

## Museus i espais expositius
- Sala d'Arte Capilla San Lorenzo
- Museu Jovellanos

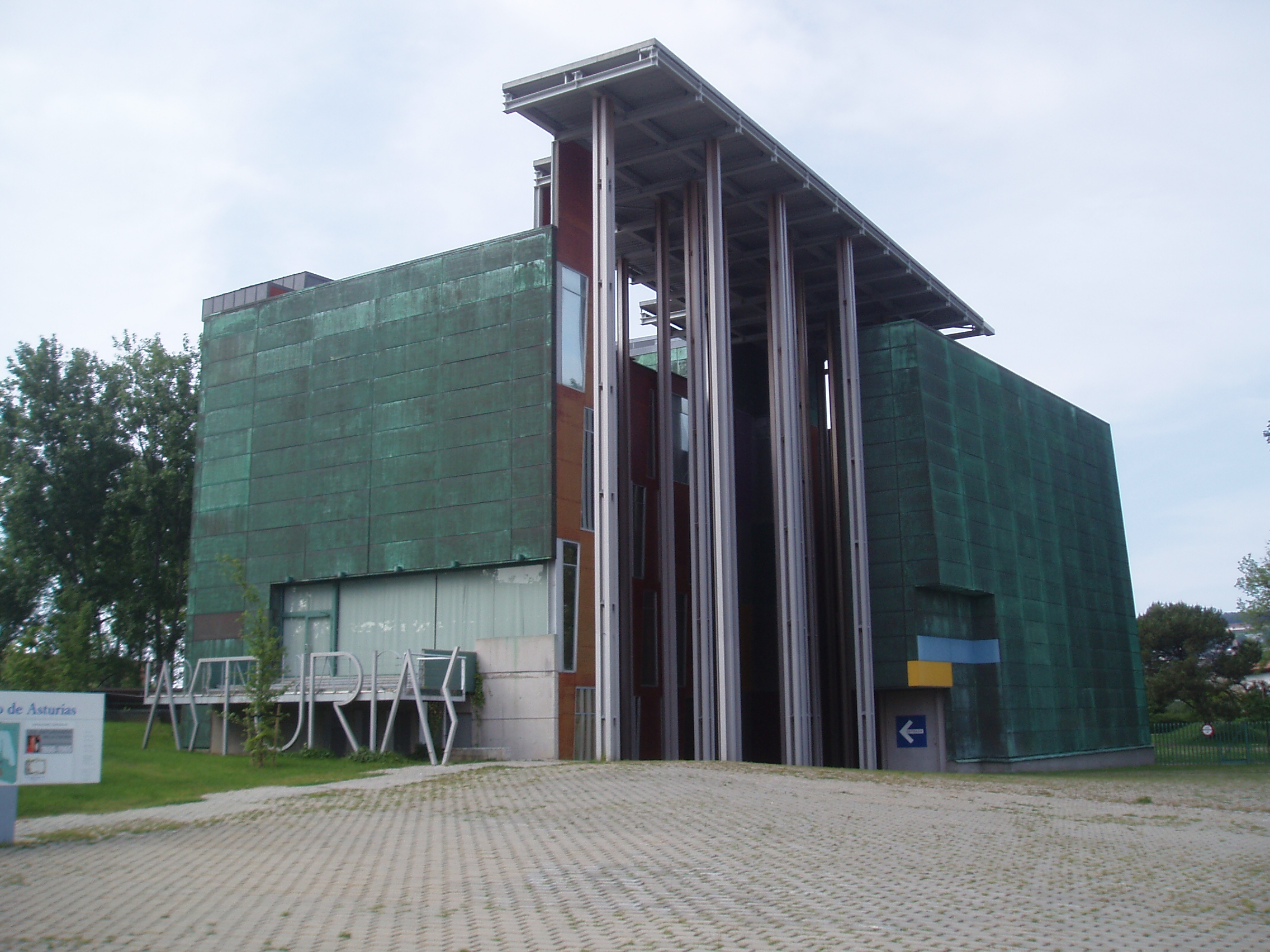
Edifici del Museu del Poble d'Astúries, que serví de pavelló del Principat d'Astúries durant l'Exposició Universal de Sevilla de 1992

- Museu Etnogràfic del Poble d'Astúries
- Museu del Ferrocarril d'Astúries
- Museu Piñole
- Museu de les Termes romanes de Campo Valdés
- Museu Juan Barjola
- Museu Evaristo Valle
- Ciutadella Anselmo Solar
- Jardí Botànic Atlàntic
- Parc Arqueològic i Natural de la Campa Torres.
- Centre d'Interpretació Torre del Reloj
- Centre Internacional d'Arte - Palacio de Revillagigedo
- Museo-Acuari del Centre d'Experimentació Pesquera
- Acuari de Gijón
- Centre d'interpretació de la Naturalesa Monte Deva
- Aula del Cinema d'Astúries
- Vila Astur-romana de Veranes
- LABoral Centro de Arte y Creación Industrial

## Gastronomia
Destaca dintre del menjar clàssic, com a primers, les fabes, les reines en la cuina asturiana, ja sigui la conegudíssima fabada amb compango (xoriç, botifarra i llard), com amb cloïsses, cabra, amb caça, etc., i el pote asturià. En els segons el port aporta saborosos peixos i mariscs del Cantàbric, amb els quals s'elaboren receptes tradicionals com la chopa a la sidra, el besuc a l'esquena, la ventresca de bonítol o els oricis, encara que també tenen la seva importància els plats de carn de les parròquies de l'interior, com la vedella o el "pitu de caleya". Les postres típiques són l'arròs amb llet, el pastís charlota o gijonesa, el bescuit Gijón i les princesetes.
Com a beguda hi ha la sidra, que servida a la manera tradicional (servint-la en "culines") acompanya els àpats i les llargues tardes d'estiu acompanya truites, xoriços a la sidra i empanades als berenadors de les parròquies rurals, com Deva, Castiello o Mareig. Gijón és planter també de joves cuiners que han rejovenit la cuina asturiana. No és difícil de trobar a Xixón llocs on la sofisticació en el menjar no estigui acompanyada d'un tracte amable i uns preus molt ajustats.

## Universitat

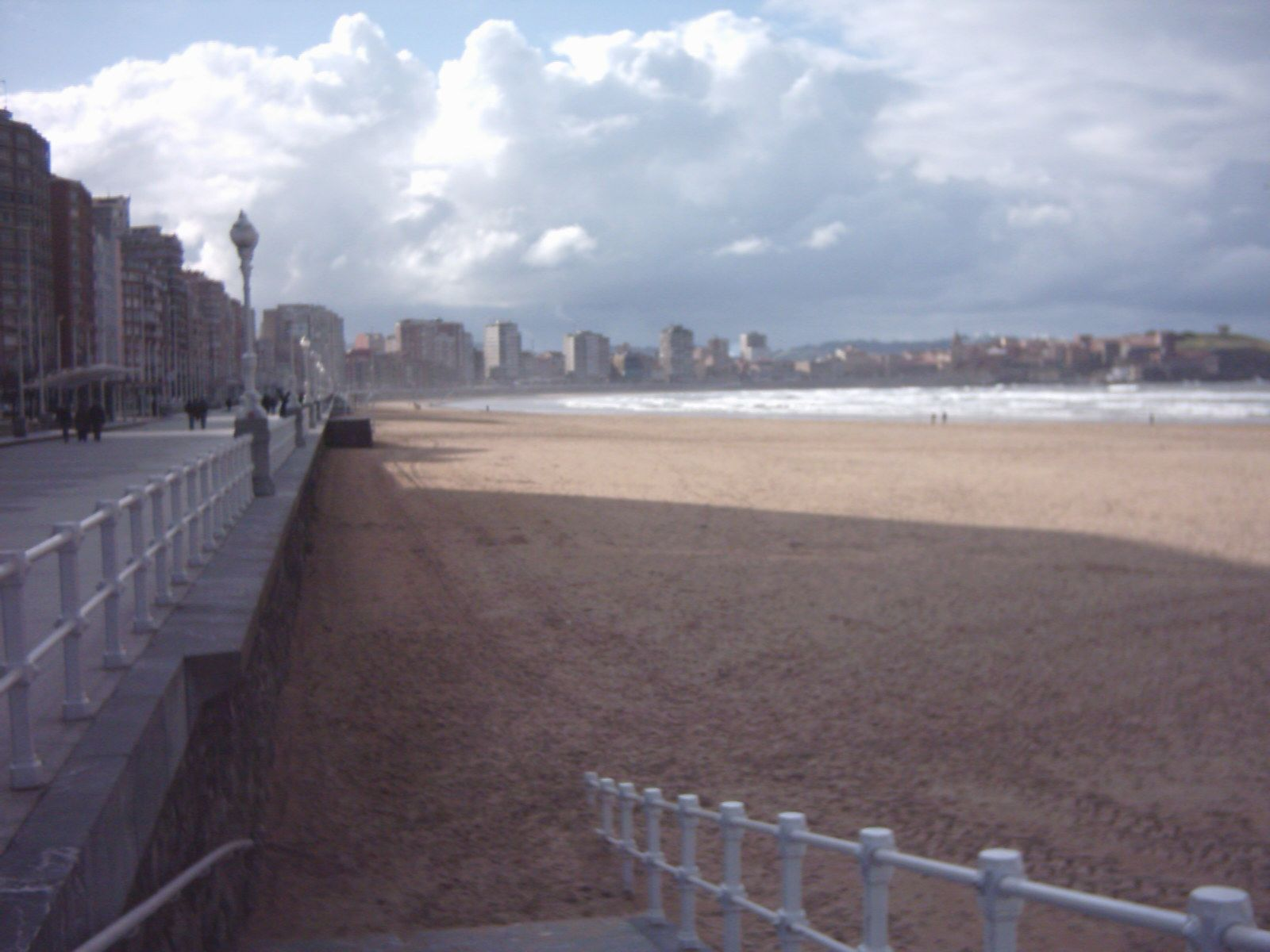
Platja de San Llorienzo

A finals dels anys 1990 es va construir el campus de Viesques, pertanyent a la Universitat d'Oviedo/Uviéu i format per les següents escoles: I.O. d'Enginyeria Tècnica Industrial de Gijón (de gran tradició i que recentment va celebrar els seus 150 anys d'antiguitat), I.O.I.T. d'Informàtica i Telemàtica de Gijón/Xixón, I.S. de Marina Civil, I.O. de Relacions Laborals i Escola Politècnica Superior d'Enginyeria de Gijón/Xixón (en la qual s'imparteixen tres titulacions principals: enginyeria industrial, enginyeria informàtica i enginyeria de Telecomunicacions). Està planejat que en un futur el campus i el seu entorn es traslladin al centre que hi ha dins el nucli urbà, l'Escola Universitària "Jovellanos" (estudis d'empresarials, administració pública i turisme). Durant el setembre de 2004 es va dur a terme el trasllat al campus de l'Escola Universitària d'Enginyeria Tècnica Industrial.

## Esports
La vila compta amb un dels equips històrics de futbol, el ja centenari Real Sporting de Gijón, actualment a la segona divisió de la lliga espanyola, però que durant molts anys, fins a vint-i-un consecutius, va jugar a primera divisió. Juga a l'estadi de futbol de propietat municipal d'El Molinón. També té un equip de bàsquet, el Gijón Bàsquet, que actualment és a la lliga LEB i que va estar a la lliga ACB de bàsquet quatre temporades, tres d'elles consecutives. La seva pista de joc és el Palau d'Esports de Gijón/Xixón.
El Real Grup de Cultura Covadonga és una de les societats privades de caràcter esportiu més importants d'Espanya. Té gairebé 30.000 socis i unes instal·lacions punteres en matèria esportiva. Cal destacar també altres clubs com el Club Natació Santa Olaya, situat també entre els més importants del país, el Club Hípico Astur, el Real Club de Golf de Castiello, el Club de Tennis de Gijón, o el Real Club Astur de Regates. És també destacable la celebració a l'estiu del concurs hípic de Las Mestas, considerat com un dels millors d'Espanya. La ciutat es troba a 75 quilòmetres de les pistes d'esquí de Valgrande-Pajares.

## Ciutats agermanades
- Albuquerque (Estats Units) des del 9-V-1977
- Niort (França) des del 29-X-1980
- Novorossisk (Rússia) des del 3-X-1986
- Puerto Vallarta (Mèxic) des del 23-XI-1987
- L'Havana (Cuba) des de 1994
- Smara (Sàhara Occidental) des del 13-X-1996
- Muros (Espanya) des del 13-II-1998

## Turisme, monuments i llocs d'interès

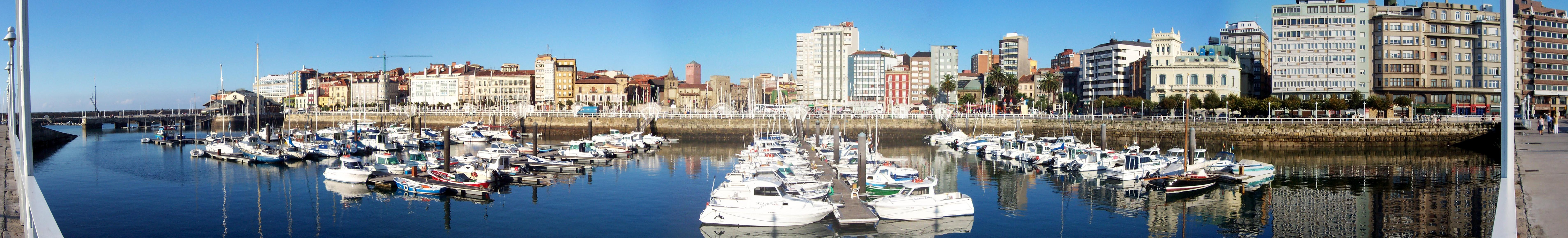
Panoràmica del port esportiu amb el barri de Cimavilla al fons. 12 de setembre de 2005

- Cimavilla, barri i monument historicoartístic.
- Palau de Revillagigedo.
- Termes romanes.
- Castro de Campa Torres.
- Edificis d'arquitectura modernista.
- Museu Casa Natal de Jovellanos.
- Universitat Laboral de Gijón.
- Jardí Botànic Atlàntic.
- Voltants de gran riquesa paisatgística: Platja de San Lorenzo, Platja de Poniente, Platja del Arbeyal, Mayanes, Cervigón, Peñarrubia, Serín, Estaño i La Ñora.
- Parc Isabel La Católica.
- Cerro Santa Catalina, amb l'escultura d'Eduardo Chillida Elogi de l'Horitzó.
- Museu Evaristo Valle.
- Fira Internacional de Mostres d'Astúries (FIDMA).
- Museu Etnográfic del Poble d'Astúries.
- Casino d'Astúries.

## Hostaleria
Hi ha nombrosos bars, restaurants i sidreries, hotels de totes les categories i un Parador de Turisme.